# 徳島県青少年センター
徳島県青少年センター（とくしまけんせいしょうねんセンター）は、徳島県徳島市にあるスポーツおよび青少年のための教養講座・講習会・展示会、レクリエーションに関する行事などを行う施設。愛称はとくぎんトモニプラザ。徳島県が所有し、指定管理者が管理運営を行っている。光の八十八ヶ所めぐり選定。
フットサルやテニス、阿波踊りの練習などができるインドア運動場や卓球室、会議室（収容人員：16〜300名）などがある。5階には徳島県消費者情報センターが、1階には独立リーグ野球である四国アイランドリーグの徳島インディゴ・ソックス球団事務所が入居している。
徳島県青少年センターは、徳島市徳島町城内の「とくぎんトモニプラザ」から、同市寺島本町西の「徳島駅前再開発ビルアミコビル」に移転することが決定。2021年12月6日に休館。2022年9月17日に「アミコビル」において全面オープンの予定。

## 概要

### 開館時間
9:00〜21:00（地下1Fの「インドア運動場」は9:00～23:00）

### 休館日
- 第2・4水曜日（但し、祝日の場合は翌平日）[4]
- 年末年始（12月29日〜1月3日）

## フロア構成
| 階      | 館内                                                             | テナント                                                                                     |
| ------- | ---------------------------------------------------------------- | -------------------------------------------------------------------------------------------- |
| 屋上    |                                                                  |                                                                                              |
| 7階     |                                                                  |                                                                                              |
| 6階     | レクリエーションホール、和室、茶道室、華道室、会議室5            |                                                                                              |
| 5階     | 音楽室、会議室4                                                  | 徳島県消費者情報センター、NPO法人徳島県消費者協会                                            |
| 4階     | 会議室1、会議室2、個室音楽室1、個室音楽室2、個室音楽室3          | とくしまマリッジサポートセンター                                                             |
| 3階     | 大会議室                                                         | なし                                                                                         |
| 2階     | 小体育室、体育室、健康トレーニング室、更衣室、卓球室A、卓球室B   | なし                                                                                         |
| 1階     | 総合受付、事務室、県民ギャラリー、キッチンスタジオ、キッズルーム | うどん西川屋、徳島インディゴソックス球団事務所、徳島県未来創生文化部次世代育成・青少年課分室 |
| 地下1階 | インドア運動場、更衣室、駐車場                                   | なし                                                                                         |

## 歴史

### 現施設

#### 管理運営
管理運営は、株式会社合人社計画研究所の連結関係会社である徳島県青少年センターPFI株式会社（構成企業: 合人社計画研究所、徳島パブリック・ビジネス、坂本工務店、三晃産業、三笠電機）が受注し、維持管理業務を合人社計画研究所、運営業務を徳島パブリック・ビジネス株式会社が行っている。

#### リニューアル工事
青少年センターは1974年1月13日に開館しており、耐震基準を満たしていないことから、2008年3月29日から2010年4月1日までの約2年間、センター内の全施設を閉鎖し、「民間資金を活用した公共施設整備」（PFI）の手法によりリニューアル工事を行った。
リニューアル後の2010年4月2日からは徳島銀行（とくぎん）のネーミングライツにより「とくぎんトモニプラザ（徳島県青少年センター）」として、PFI株式会社の運営の基、青少年施策の機能とともに、徳島県民への総合サービス拠点として、再編されている。
施設内にあった温水プールは、近隣に出来た他公共施設による温水プールの開設に伴い利用者数が激減したことにより廃止され、新たにインドア運動場としてリニューアルされた。インドア運動場ではテニスやフットサル、阿波踊りの練習等が利用できるようなコートを設置する（バスケットボールやバドミントンなどを行える体育室はすでにあり、リニューアル後も残る）ほか、文化・音楽の活動の場にもなっている。
PFI選定委員会委員長として、建築家の團紀彦の提言を参考にしている。

#### 新ホール建設に伴う休館
徳島県では県立の新ホールを整備するのに伴い、徳島県青少年センターの建物は解体されることになり、2021年12月6日で休館することになった（2023年2月末までに解体される計画）。

### アミコビルへの移転
2021年12月6日、徳島市徳島町城内の「とくぎんトモニプラザ」での業務は停止。2022年5月29日、同市寺島本町西の「徳島駅前再開発ビルアミコビル」の屋上に、フットサルなどが楽しめるスポーツコートが先行オープンする。全面オープンは同年9月17日の予定。